# Юнкюр (Олёкминский район)
Юнкю́р (якут. Үҥкүр) — село в Олёкминском районе Республики Саха (Якутия) России. Административный центр Мальжагарского наслега.

## География
Село находится в юго-западной части Якутии, в пределах левобережной части долины реки Лена, на расстоянии примерно 5 км (по прямой) к северо-западу от города Олёкминск, административного центра района. Абсолютная высота — 186 м над уровнем моря.
Климат
Климат характеризуется как резко континентальный. Средняя температура воздуха самого тёплого месяца (июля) составляет 18 °C; самого холодного (января) — −30…−35 °C. Среднегодовое количество атмосферных осадков составляет 200—300 мм.
Часовой пояс
Село Юнкюр находится в часовой зоне МСК+6. Смещение применяемого времени относительно UTC составляет +9:00.

## Население
| 2002 | 2010  | 2021  |
| ---- | ----- | ----- |
| 1092 | ↘1046 | ↘1032 |

Половой состав
По данным Всероссийской переписи населения 2010 года в гендерной структуре населения мужчины составляли 51,1 %, женщины — соответственно 48,9 %.
Национальный состав
Согласно результатам переписи 2002 года, в национальной структуре населения русские составляли 55 %, якуты — 26 %.

## Улицы
| - ул. 60 лет Октября, - пер. Весенний, - ул. Молодёжная, - пер. Молодёжный, - ул. МТФ, | - ул. Нагорная, - ул. Новая, - ул. Новостройка, - пер. Новый, - ул. Огородная, | - ул. Озёрная, - ул. Полевая, - ул. Складская, - пер. Складской, - ул. Сосновая, | - ул. Спортивная, - пер. Спортивный, - ул. Таёжная, - ул. Школьная. |